# Aerospiza
Aerospiza és un gènere que conté astors i un esparver de la família Accipitridae que es troben a l'Àfrica. Les tres espècies del gènere estaven classificades anteriorment al gènere Accipiter.

## Taxonomia
El gènere Aerospiza va ser introduït l'any 1922 pel zoòleg sud-africà Austin Roberts amb Falco tachio, Daudin, 1800 (l'astor taixiró) com a espècie tipus. El nom combina el grec antic αηρ (aēr), αερος (eros) que significa "aire" amb σπιζιας (spizias) que significa "falcó".
Segons el Congrés Ornitològic Internacional (versió 14.2, 2024) el gènere conté tres espècies:
- Aerospiza toussenelii - astor de Toussenel
- Aerospiza tachiro - astor taixiró
- Aerospiza castanilius - esparver de flancs vermells

Estudis filogenètics moleculars van trobar que el gènere Accipiter era polifilètic i es va proposar reordenar les seves espècies en 5 gèneres monofilètics. El 2024, el COI  aprovà la segmentació d'Accipiter. Per a tal fí, Aerospiza fou recuperat i hi traslladà les tres espècies esmentades.